# Trouwe waerschouwinghe aen de goede mannen van Antwerpen
Een trouwe Waerschouwinghe aen de goede mannen van Antwerpen is een anoniem en ongedateerd pamflet gedrukt in Antwerpen ten tijde van de Opstand in de Nederlanden. Het korte traktaat verdedigde het recht om een tirannieke koning af te zetten en een nieuwe vorst te kiezen.

## Situering
Op grond van de inhoud wordt het werk vaak in 1581 gesitueerd, het jaar van het Plakkaat van Verlatinghe, maar de uiterlijke kenmerken sluiten niet uit dat het al in 1579 verscheen. Toen het geschreven werd, was aartshertog Matthias ruwaard van de Nederlanden, aangesteld door de Staten-Generaal tot koning Filips II zijn fouten zou inzien. Het pamflet was een reactie op het koningsgezinde argument dat de Blijde Inkomst niet toeliet Filips II definitief af te zetten.

## Inhoud
In een eerste fase betoogt het pamflet dat God de mensen vrij heeft geschapen en dat het afzetten van een tirannieke koning een natuurrecht is. De erfelijkheid van het koningschap doet daar niets van af, want de koningen ontlenen hun macht aan het land zelf, via tussenkomst van de statenvergadering, die de hele gemeenschap vertegenwoordigt. De bijzondere verplichtingen die geschreven privileges zoals de Blijde Inkomst daaraan toevoegen, en die bijvoorbeeld tot de schorsing hebben geleid van hertog Jan IV van Brabant en tot het ruwaardschap van Filips van Sint-Pol, houden niet in dat afstand wordt gedaan van dat natuurrecht. Wanneer een vorst een tiran wordt, mag men tegen hem de wapens opnemen en hem voorgoed afzetten.

## Exemplaren
Onder meer de Universiteitsbibliotheek Leiden en de Koninklijke Bibliotheek in Den Haag bezitten een exemplaar van het pamflet:
- Louis D. Petit, Bibliotheek van Nederlandsche pamfletten. Verzamelingen van de bibliotheek van Joannes Thysius en de bibliotheek der Rijks-Universiteit te Leiden, 1882-1925
- W.P.C. Knuttel, Catalogus van de pamfletten-verzameling berustende in de Koninklijke Bibliotheek, 1889-1920, nr. 575
- Elly Cockx-Indestege en Geneviève Glorieux, Belgica typographica 1541-1600, 1968-1994, nr. 6924

## Voetnoten
1. ↑  Rafał Szmytka, "Van privileges tot republiek: Evolutie van de taal van de Opstand. Een woordenboek", in: Werkwinkel: Tijdschrift voor Nederlandse en Zuid-Afrikaanse Studies, 2015, p. 110. DOI:10.1515/werk-2015-0014
2. ↑  Paul Valkema Blouw, "Geheime activiteiten van Plantin, 1555-1583", in: De Gulden Passer, 1995, p. 25
3. ↑  Omdat alle macht en autoriteit van de koningen "hun vande Landen, dat is vande Staten des Landts (die het geheele corpus der gemeynte representeren) wert ghegunt ende verleent".